# Pterophorus chionadelpha
Pterophorus chionadelpha is een vlinder uit de familie vedermotten (Pterophoridae). De wetenschappelijke naam van de soort is voor het eerst geldig gepubliceerd in 1929 door Edward Meyrick.